# Nacionalni stadion u Pekingu
Nacionalni stadion u Pekingu  (北京國家體育場), također poznat i kao „Ptičje gnijezdo“ (鳥巢), je stadion u kojem su se održale ceremonije otvaranja i zatvaranja Olimpijskih igara u Pekingu 2008. godine kao i mnoga natjecanja za trajanja tih igara. Izgradnja je počela 24. prosinca 2003. godine, a otvaranje stadiona je održano 28. lipnja 2008. U blizini ovog objekta nalazi se i Nacionalni centar za vodene sportove.
Kapacitet stadiona za vrijeme Igara iznosio je 91 000 sjedećih mjesta, ali je nakon završetka Olimpijskih igara kapacitet bio smanjen na 80 000 mjesta. Izgradnja je stajala 423 milijuna US$ (325 milijuna €).